# 172 км (зупинний пункт, Львівська залізниця)
172 кіломе́тр — пасажирський залізничний зупинний пункт Ужгородської дирекції Львівської залізниці на лінії Самбір — Чоп між станціями Щербин (5 км) та Волосянка-Закарпатська (6 км).
Розташований на півночі села Волосянка (на виході з тунелю), Ужгородського району Закарпатської області.

## Пасажирське сполучення
На платформі 172 км зупиняються приміські електропоїзди сполученням Сянки — Мукачево